# Levent Osman
Levent Osman (Melbourne, 8 marzo 1977) è un ex calciatore australiano di origini turche, di ruolo difensore.